# Peter Ducke
Peter Ducke (født 14. oktober 1941 i Bensen, Sudeterlandet) er en østtysk tidligere fodboldspiller.

## Karriere

### Klub
Ducke spillede som dreng i den lokale klub BSG Motor Schönebeck, og han forsøgte som teenager at 
følge sin bror Roland, der spillede i Motor Jena i den bedste østtyske liga, men formåede i første omgang ikke at gøre det godt nok til at komme til at spille for klubben. 
Dette ændrede sig dog, da han for sin barndomsklub blev udtaget til det østtyske ungdomslandshold og her gjorde et godt indtryk i en håndfuld kampe. Så fra begyndelsen af 1959 skiftede han til Motor Jena, og i sin anden sæson i klubben begyndte han for alvor at vise sin klasse. Da klubben i efteråret 1960 vandt sin første østtyske pokalmesterskab med en 3-2 sejr over FC Hansa Rostock med to mål af Ducke, var han med til at lægge grunden for tyve års succes for Jena.
Ducke spillede som senior udelukkende for denne klub, der i 1966 kom til at hedde FC Carl Zeiss Jena, som den fortsat hedder. Med denne klub vandt han tre østtyske mesterskaber (1963, 1968 og 1970) samt tre pokalmesterskaber (1960, 1972 og 1974). Han var angriber (centerforward) og spillede gennem 18 år 351 ligakampe og scorede 154 mål. Han blev klubbens topscorer i fem sæsoner fra 1960 og frem samt ligatopscorer i 1962-1963-sæsonen med 19 mål. Han er alletiders tredjemest scorende i den østtyske Oberliga. Han havde givet været højere placeret, hvis ikke alvorlige skader i 1966 og 1974 samt en længere udelukkelse på grund af brok i 1965 havde holdt ham fra fodbolden i længere perioder. Dette er også med til, at han blot er nummer tolv på listen over spillere med flest kampe i ligaen. Temperamentet og flere karantæner var med til at give ham tilnavnet "Schwarzer Peter", men til trods herfor havde han en stor fanskare, som var begejstrede for hans mange mål, hans spektakulære spil og teknik. Han indstillede sin karriere i sommeren 1977.

### Landshold
Efter nogle kampe for det østtyske ungdomshold fik Ducke debut på det østtyske A-landshold i efteråret 1960, hvor han scorede et af holdets mål i en 5-1-sejr over Finland. Han opnåede i alt 68 landskampe, hvor han scorede 15 mål frem til 1975. Han var i denne sammenhæng også med, da DDR opnåede sit bedste resultat i en VM-slutrunde i 1974 i Vesttyskland og nåede mellemrunden. Han spillede kun tre kampe i den turnering, alle som indskifter, efter at han havde været skadet i en længere periode.
Han var desuden med for sit land ved OL 1972 i München, hvor DDR med to sejre i indledende runde kvalificerede sig til semifinalepuljerne. Her blev det til to sejre, men nederlag til Ungarn, hvilket betød, at holdet skulle spille bronzekamp. Polen blev olympiske mestre med finalesejr over Ungarn, mens DDR mødte Sovjetunionen i kampen om bronze. Til dette OL var det besluttet, at hvis medaljekampene endte uafgjort, 
også efter forlænget spilletid, skulle begge hold modtage medaljerne. Det fik som konsekvens, at hverken DDR eller Sovjetunionen (efter 2-2 i ordinær spilletid) for alvor spillede for sejren i forlængelsen for ikke at risikere at tabe, og til publikums store utilfredshed endte kampen uden yderligere scoringer, så begge hold fik bronzemedaljer. Ducke spillede alle kampene og scorede ét af målene i denne turering.

### Trænerkarriere
Efter sin aktive karriere startede han som træner i samme klub, men blev i 1980 forvist fra klubben, efter at det blev opdaget, at han havde haft besøg af venner fra vesten, uden at anmelde dette til myndighederne.

### Privatliv og videre karriere
Ducke, som var fra Sudeterland, blev sammen med sin familie fordrevet efter afslutningen på 2. verdenskrig. Han voksede op i Schönebeck og flyttede som 18-årig til Jena, hvor han har boet siden. Efter fodboldkarrieren arbejdede Peter Ducke som skolelærer frem til 2005. Som pensionist har han fortsat arbejdet med ungdomsfodbold i blandt andet fodboldskoler i ferierne.